# M-Sport
M-Sport est une équipe britannique de rallye fondée en 1979 par l'ancien pilote de rallye Malcolm Wilson. Depuis 1997 et jusqu'en 2012 elle est chargée de l'engagement des Ford officielles en championnat du monde des rallyes. Depuis la saison 2013, elle aligne toujours des Ford mais en tant qu'écurie privée.
L'équipe a remporté au cours de son histoire une dizaine de victoires, deux titres au championnat du monde des constructeurs avec Ford en 2006 et 2007, le doublé (championnats « pilotes » et « constructeurs ») en 2017, le premier jamais remporté par un team privé, ainsi qu'un second titre « pilotes » en 2018.

## Histoire

### En rallye
En 2006, l'écurie M-Sport aligne deux équipes en WRC : l'équipe officielle BP Ford alignée en catégorie « constructeur 1 » et l'équipe Stobart Ford alignée en catégorie « constructeur 2 ».
La première équipe a remporté le championnat du monde des constructeurs en 2006 avec les deux Ford Focus RS WRC 06 pilotées par Marcus Grönholm et Mikko Hirvonen.
En 2007 l'équipe a conservé les mêmes pilotes et a gagné le championnat du monde « constructeurs ».
La seconde équipe engageait en 2006 deux Ford Focus RS WRC 05, puis les nouvelles Focus RS WRC 06 en fin de saison. La première était attribuée à Matthew Wilson, fils du patron de M-Sport, la seconde voiture étant louée à divers pilotes privés durant la saison.
En 2007 les pilotes de l'équipe Stobart sont Matthew Wilson, Jari-Matti Latvala et Henning Solberg. En plus de cela, M-Sport engage dans une partie du championnat une troisième équipe (Munchi's) faisant courir des pilotes amateurs argentins (Luís Pérez Companc, Federico Villagra, etc.).
En 2008, Mikko Hirvonen et Jari-Matti Latvala représentent l'équipe officielle BP Ford. L'équipe Stobart Ford engage quant à elle Gianluigi Galli, Henning Solberg et Matthew Wilson. L'équipe Munchi's Ford ne sera encore présente que lors de quelques manches, avec notamment Federico Villagra et Luís Pérez Companc.
En 2009, Mikko Hirvonen et Jari-Matti Latvala courent encore pour l'équipe BP Ford alors que Gianluigi Galli a quitté l'équipe Stobart. Il reste donc Matthew Wilson et Henning Solberg (sponsorisé par Expert). Quant à Munchi's, elle présente Federico Villagra à presque toutes les manches de la saison.

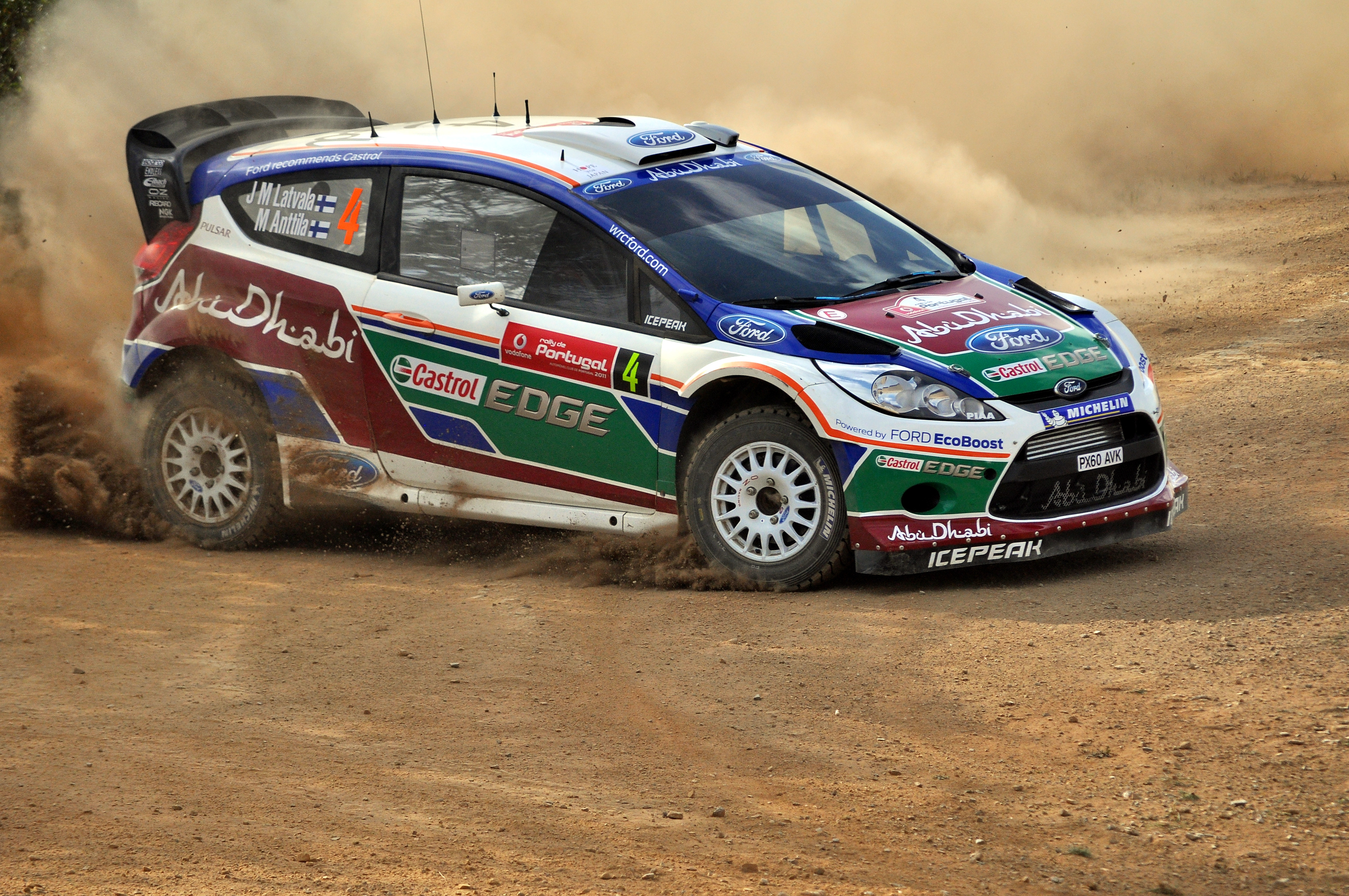
Jari-Matti Latvala aux commandes de sa Ford Fiesta RS WRC lors du rallye de Portugal en 2011.

En 2011 pour le championnat du monde des rallyes WRC, Ford remplace la Ford Focus RS WRC par son nouveau modèle, la Fiesta RS WRC dérivée de la Fiesta MkVI. Ce véhicule est doté d'un moteur Turbo à injection directe EcoBoost de 1 600 cm3 (conformément à l'évolution 2011 du règlement WRC imposant des moteurs 1 600 cm3 turbocompressés au lieu de 2 000 cm3 turbocompressés), d'une boîte de vitesses séquentielle six vitesses et d'une transmission intégrale. La Fiesta RS WRC connait des débuts en compétition prometteurs, remportant un triplé au rallye de Suède, la première manche du championnat 2011, avec les pilotes nordiques Mikko Hirvonen, Mads Østberg et Jari-Matti Latvala. Cette même année, l'écurie officielle Ford World Rally Team et l'écurie privée M-Sport décrochent respectivement la deuxième et troisième place du championnat du monde des constructeurs. À l'issue de la saison 2011, Ford se retire du championnat du monde des rallyes. Cependant la Fiesta RS WRC continue d'être développée et engagée dans ce même championnat par M-Sport, sans soutien financier de la marque Ford.
En 2012, le premier pilote de l'écurie M-Sport, Mikko Hirvonen, s'engage avec la marque Citroën Racing. M-Sport fait alors appel au champion du monde 2003, Petter Solberg qui ne fera pas sa meilleure saison, connaissant de nombreuses déconvenues comme sa grosse sortie de route lors du Rallye d'Alsace. La montée en puissance de Jari-Matti Latvala qui termine troisième du championnat du monde des rallyes permettra à l'équipe M-Sport de remporter deux victoires (Suède et Grande-Bretagne). L'équipe privée Adapta World Rally Team, utilisant des Fiesta RS WRC, remporte la victoire au rallye du Portugal avec le jeune pilote Mads Østberg.
En 2013, nouveau changement des pilotes pour M-Sport à la suite du départ de Jari-Matti Latvala chez Volkswagen Motorsport. Malcolm Wilson (team manager de M-Sport) fait appel aux jeunes pilotes prometteurs Mads Østberg, Evgeny Novikov et Thierry Neuville. Toujours sans soutien officiel de la marque Ford, l'équipe M-Sport évolue alors en WRC grâce au soutien financier du Qatar par l'intermédiaire du pilote Nasser Al-Attiyah. Malgré l'arrivée de la Polo R WRC de Volkswagen Motorsport, la Fiesta RS WRC permet à son pilote Thierry Neuville de se mettre en valeur et de terminer deuxième du championnat pilotes. Terminant 3e du championnat constructeurs, M-Sport ne parviendra pas à remporter de victoire. 
En 2014, le meilleur performeur 2013 Thierry Neuville s'engage avec la nouvelle équipe Hyundai WRC ; Mads Østberg rejoint quant à lui l'équipe Citroën Racing, Evgeny Novikov n’étant pas conservé et le pilote Nasser Al-Attiyah quittant le rallye, M-Sport change à nouveau ses pilotes. Mikko Hirvonen quitte Citroën Racing pour revenir chez M-Sport, Malcolm Wilson confiant envers les jeunes espoirs intégre le pilote Elfyn Evans, champion Junior-WRC 2012. La grande surprise est le recrutement, au sein d'un team privé RK M-Sport WRT, du champion du monde WRC-2 et ancien pilote de Formule 1 Robert Kubica. Le départ du WRC de son pilote-sponsor Nasser Al-Attiyah prive M-Sport du financement qatari. Bien que terminant encore 3e au classement des constructeurs (devant l'équipe Hyundai WRC, mais derrière Volkswagen Motorsport et Citroën Racing), les résultats 2014 sont toutefois moins bon qu'en 2013. Mikko Hirvonen parvient à terminer deux fois deuxième et une fois troisième, Robert Kubica réalise de belles performances pures sur asphalte mais sort trop souvent de la route et Elfyn Evans termine sa saison d'apprentissage du WRC à la 8e place. 
À partir du rallye de Finlande, la Fiesta RS WRC se voit pourvue d'un nouvel arrangement de sa face avant, correspondant au lifting des modèles Fiesta de série.
Pour 2015, à la suite du départ à la retraite de Mikko Hirvonen, M-Sport reconduit son pilote Elfyn Evans comme deuxième pilote et fait confiance à Ott Tänak, déjà pilote pour M-Sport en 2012.
Fin 2016, le quadruple champion du monde en titre Sébastien Ogier signe pour la saison 2017, à la suite du retrait de Volkswagen Motorsport, qui l'employait, du WRC.
Lors de l'année 2017 Ogier, Tanak et Evans remportent pas moins de cinq rallyes (Monte Carlo, Portugal, Sardaigne, Allemagne et Grande Bretagne) ce qui permet à M-sport de remporter le titre de Champion du Monde des constructeurs. C'est le premier gagné par un team privé. Ogier et Ingrassia remportent le titre de Champion du monde des pilotes.
Pour l'année 2018, Ogier retrouve le volant de la Fiesta WRC et remporte encore quatre rallyes (Monte Carlo, Mexique, Tour de Corse et Grande Bretagne) et un nouveau titre de champion du monde. 
Palmarès

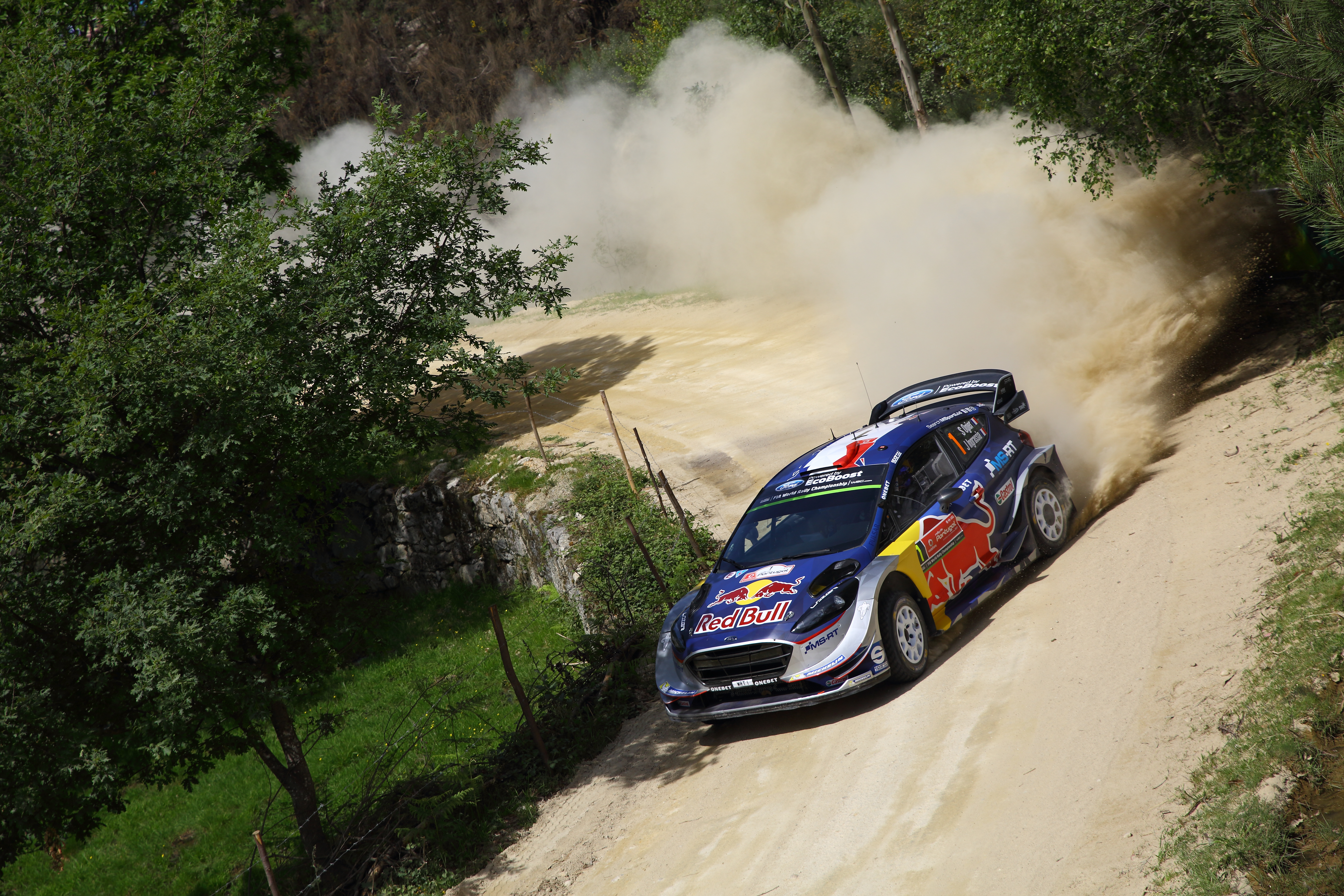
Sébastien Ogier sur la Ford Fiesta WRC '17 en 2017.

- 1 titre de Champion du monde constructeurs 2017 avec la Ford Fiesta WRC '17.
- 2 titres de Champion du monde pilotes 2017 et 2018 avec Sébastien Ogier.

#### Bilan par saison
| Saison | Écurie                                     | Pilotes                                                                                                 | Victoires | Points inscrits | Classement final |
| ------ | ------------------------------------------ | --- | --------- | --------------- | ---------------- |
| 2006   | Stobart Ford                               | Matthew Wilson Pieter Tsjoen Kosti Katajamäki Luís Pérez Companc Jari-Matti Latvala                     | 0         | 44              | 5e               |
| 2007   | Stobart Ford                               | Matthew Wilson Henning Solberg Andreas Mikkelsen Jari-Matti Latvala                                     | 0         | 81              | 4e               |
| 2007   | Munchi's Ford                              | Federico Villagra Luís Pérez Companc                                                                    | 0         | 14              | 6e               |
| 2008   | Stobart Ford                               | Gianluigi Galli François Duval Matthew Wilson Henning Solberg Jari-Matti Latvala Valentino Rossi        | 0         | 67              | 4e               |
| 2008   | Munchi's Ford                              | Federico Villagra Luís Pérez Companc Henning Solberg Barry Clark Aris Vovos                             | 0         | 22              | 6e               |
| 2009   | Stobart Ford                               | Matthew Wilson Urmo Aava Steve Perez Krzysztof Holowczyc                                                | 0         | 80              | 3e               |
| 2009   | Munchi's Ford                              | Federico Villagra Paul Bird Matti Rantanen Mattias Therman (en)                                         | 0         | 23              | 5e               |
| 2010   | Stobart Ford                               | Matthew Wilson Henning Solberg Marcus Grönholm Mattias Therman (en)                                     | 0         | 176             | 4e               |
| 2010   | Munchi's Ford                              | Federico Villagra Martin Prokop                                                                         | 0         | 58              | 5e               |
| 2011   | Stobart Ford                               | Henning Solberg Matthew Wilson Mads Østberg Evgeny Novikov Per-Gunnar Andersson Aaron Burkart Ott Tänak | 0         | 176             | 3e               |
| 2011   | Munchi's Ford                              | Federico Villagra                                                                                       | 0         | 38              | 7e               |
| 2012   | M-Sport Ford WRT                           | Ott Tänak Evgeny Novikov John Powell                                                                    | 0         | 170             | 3e               |
| 2012   | Adapta WRT                                 | Mads Østberg                                                                                            | 1         | 83              | 4e               |
| 2012   | Brazil WRT                                 | Daniel Oliveira                                                                                         | 0         | 28              | 7e               |
| 2013   | Qatar M-Sport WRT                          | Mads Østberg Evgeny Novikov                                                                             | 0         | 190             | 3e               |
| 2013   | Qatar WRT                                  | Nasser Al-Attiyah Thierry Neuville                                                                      | 0         | 184             | 4e               |
| 2013   | Jipocar Czech National Team                | Martin Prokop                                                                                           | 0         | 65              | 5e               |
| 2014   | M-Sport Ltd WRT                            | Mikko Hirvonen Elfyn Evans                                                                              | 0         | 208             | 3e               |
| 2014   | RK M-Sport WRT                             | Robert Kubica                                                                                           | 0         | 26              | 8e               |
| 2014   | Jipocar Czech National Team & Slovakia WRT | Martin Prokop Melicharek Jaroslav                                                                       | 0         | 49              | 6e               |
| 2015   | M-Sport Ltd WRT                            | Ott Tänak Elfyn Evans Eric Camilli                                                                      | 0         | 181             | 4e               |
| 2016   | M-Sport World Rally Team                   | Mads Østberg Eric Camilli                                                                               | 0         | 154             | 3e               |
| 2017   | M-Sport World Rally Team                   | Sébastien Ogier Ott Tänak Elfyn Evans                                                                   | 5         | 398             | Champion         |
| 2018   | M-Sport World Rally Team                   | Sébastien Ogier Elfyn Evans Bryan Bouffier Teemu Suninen Jourdan Serderídis                             | 4         | 324             | 3e               |
| 2019   | M-Sport World Rally Team                   | Elfyn Evans Teemu Suninen Lorenzo Bertelli Pontus Tidemand Gus Greensmith                               | 0         | 184             | 4e               |
| 2020   | M-Sport Ford World Rally Team              | |           |                 |                  |

### En endurance

#### 2013: Engagement enGT World Challenge Europe Endurance Cup
M-Sport s'associe avec Bentley et engage des Bentley Continental GT3 dans diverses compétitions sponsorisées par Blancpain, dont les GT World Challenge Europe Endurance Cup.

#### 2022: Engagement enWeatherTech SportsCar Championship
En janvier 2022, lors des 24 Heures de Daytona, l'écurie britannique M-Sport communique son intention de participer aux épreuves d'endurance telles que les 12 Heures de Sebring, les 6 Heures de Watkins Glen et le Petit Le Mans du championnat américain WeatherTech SportsCar Championship dans la catégorie LMP2 en collaboration avec l'écurie américaine Era Motorsport qui lui mettra une Oreca 07 à disposition.